# Fiscalía Judicial de Chile
La Fiscalía Judicial (que hasta la reforma procesal penal se denominaba Ministerio Público) es un organismo  chileno que obra en los casos establecidos por la ley, en defensa del interés público, según la naturaleza del asunto, como parte principal (o sea, como cualquier litigante), como tercero (debiendo ser oído su dictamen) o como  auxiliar de los tribunales superiores de justicia. Las funciones de la fiscalía judicial se limitan a los negocios judiciales y a los de carácter administrativo del Estado en que una ley requiera especialmente su intervención.
Es ejercida por el fiscal judicial de la Corte Suprema, quien es el jefe de servicio, y por los fiscales judiciales de las Cortes de Apelaciones (cada una de ellas tiene de 1 a 6 fiscales judiciales). Sin embargo, la fiscalía judicial es, en lo tocante al ejercicio de sus funciones, independiente de los tribunales de justicia, cerca de los cuales es llamado a ejercerlas.
Los fiscales judiciales están sujetos a las instrucciones que les imparta el jefe del servicio, verbalmente o por escrito, en los casos que este funcionario considere necesario seguir un procedimiento especial tendiente a uniformar la acción del referido ministerio. Gozan de la misma inamovilidad que los jueces, tienen el tratamiento de "Señoría" y les es aplicable todo lo prevenido respecto de los honores y prerrogativas de los jueces chilenos, en el Código Orgánico de Tribunales.
Corresponde especialmente al fiscal judicial de la Corte Suprema:
- Vigilar por sí a los ministros o fiscales judiciales de las Cortes de Apelaciones, y por sí o por medio de cualquiera de los fiscales judiciales de las Cortes de Apelaciones la conducta funcionaría de los demás tribunales y empleados del orden judicial, exceptuados los miembros de la Corte Suprema, y para el solo efecto de dar cuenta a este tribunal de las faltas o abusos o incorrecciones que notare, a fin de que la referida Corte, si lo estima procedente, haga uso de las facultades correccionales, disciplinarias y económicas que la Constitución y las leyes le confieren.
- Transmitir y hacer cumplir al fiscal judicial que corresponda los requerimientos que el Presidente de la República tenga a bien hacer con respecto a la conducta ministerial de los jueces y demás empleados del Poder Judicial, para que reclame las medidas disciplinarias que correspondan, del tribunal competente, o para que, si hubiere mérito bastante, entable la correspondiente acusación.